# Gilletinus variegatus
Gilletinus variegatus es una especie de coleóptero de la familia Geotrupidae.

## Distribución geográfica
Habita en Nueva Guinea.